# Novi chan
Novi chan (bulgariska: Нови хан) är ett distrikt i Bulgarien.   Det ligger i kommunen Obsjtina Elin Pelin och regionen Sofijska oblast, i den västra delen av landet, 25 km öster om huvudstaden Sofia.
I omgivningarna runt Novi chan växer i huvudsak blandskog. Runt Novi chan är det ganska tätbefolkat, med 52 invånare per kvadratkilometer.